# Крейцер, Леонид Давидович
Леони́д Дави́дович Кре́йцер (нем. Leonid Kreutzer; 13 марта 1884, Санкт-Петербург — 30 октября 1953, Токио) — российский и германский пианист, музыкальный педагог.

## Биография
Родился в обеспеченной еврейской семье: отец — Давид Лазаревич Крейцер (1841—1916) — был юристом (впоследствии присяжный стряпчий, статский советник и купец второй гильдии), мать — Розалия Львовна (Роза Леонтьевна) Крейцер. Отец был одним из учредителей (1880) и до последних лет жизни председателем правления Общества Сызранско-Печёрской асфальтовой и горной промышленности, директором правления и администратором по делам Северного стекольно-промышленного общества.
Учился на гимназическом отделении Петришуле с 1894 по 1901 год, затем в Санкт-Петербургской консерватории у Анны Есиповой и Александра Глазунова. По завершении учёбы преподавал сперва в Лейпциге (в том числе Леониду Коханскому), а затем в 1921—1933 гг. в Берлинской Высшей школе музыки, где среди его учеников были, в частности, Сергей Каген, Бруно Лукк и Игнац Штрасфогель. С 1920 года вместе с Александром Шмулером выступал в организованном Иосифом Прессом в Амстердаме «Новом русском трио». Вместе с Бруно Эйснером, Георгом Бертрамом и Францем Осборном записал концерт для четырёх клавиров с оркестром Антонио Вивальди (Берлинский филармонический оркестр, дирижёр Хайнц Унгер). Был уволен из Высшей школы музыки и стал одним из двух пианистов, включённых в чёрный список «Союза борьбы за немецкую культуру» Альфреда Розенберга, и в 1935 году вынужден был покинуть Германию. Вернувшись в Ленинград, сделал попытку устроиться на работу в Ленинградскую консерваторию, но руководство консерватории ответило отказом, после чего он переехал в Японию.
В 1937 году Леонид Крейцер занял должность профессора Токийской школы музыки (в дальнейшем Токийский университет искусств), где преподавал до 1953 года, воспитав целое поколение японских музыкантов, дирижёров и композиторов. В 1952 году он женился на своей коллеге, пианистке Тоёко Оримото.
Жизнь Леонида Крейцера внезапно оборвалась 30 октября 1953 года во время его выступления в Токио.
Крейцеру принадлежит одна из первых систематических работ об использовании педали в игре на фортепиано — «Обычная фортепианная педаль с акустической и эстетической точки зрения» (нем. «Das normale Klavierpedal vom akustischen und ästhetischen Standpunkt»; 1915). Крейцер также редактировал издание сочинений Шопена.

## Семья
- Жена (с 1907 года) — Юлия Лазаревна Вейсберг, композитор, музыкальный критик и переводчик (свадьба состоялась в Лейпциге)[7].
  - Сын — Виктор Леонидович Крейцер, учёный в области телевизионной техники, доктор технических наук[8].
- Вторая жена — Елена Крейцер (в первом браке Амирэджиби)[9].
- Третья жена — Тоёко Крейцер[яп.] (урождённая Оримото, 1916—1990), пианистка и музыкальный педагог, ученица Екатерины Тодорович[10][11].
- Брат — Генрих Давидович Крейцер (1877—?), инженер и учёный-химик, профессор Московского химико-технологического института. Племянники — Борис Генрихович Крейцер (1905—1979), архитектор, художник и график, провёл в заключении и ссылке двадцать лет; Андрей Генрихович Крейцер (1916—?), инженер Ленинградского завода «Красногвардеец», изобретатель медицинской техники; Екатерина Генриховна Крейцер (1904—1961), востоковед-японист, провела в заключении восемь лет.
- Сестра — Лидия Давидовна Залшупина, была замужем за издателем и специалистом по экономическому праву Александром Соломоновичем (Семёновичем) Залшупиным (1867—1929), жила в Париже. Племянник — Сергей Александрович Залшупин, книжный график[12][13].
- Сестра — Маргарита Давыдовна Фейертаг (1874—1942), погибла в блокаду Ленинграда.

## Память
- Скульптурная композиция в память о Леониде Крейцере поставлена перед зданием Токийского университета искусств.
- Посмертная маска Леонида Крейцера была доставлена в Германию известнейшим японским дирижёром Такаси Асахиной и хранится в Берлинской Высшей школе музыки.
- C согласия Тоёко Оримото имя «Leo Kreutzer» было присвоено модели пианино, выпускающейся в Японии в настоящее время[когда?].